# Orvar Bergmark
Ernst Orvar Bergmark (16. november 1930 – 10. maj 2004) var en svensk fodboldspiller og -træner, der som højre back på Sveriges landshold var med til at vinde sølv ved VM i 1958 på hjemmebane. I alt nåede han at spille 94 landskampe, og er dermed blandt de mest benyttede spillere i svensk landsholdshistorie.
Bergmark spillede på klubplan primært i hjemlandet hos Örebro SK. Han havde også ophold hos AIK Stockholm og hos italienske AS Roma. Han blev i 1958 kåret til Årets fodboldspiller i Sverige.
Bergmark var både sideløbende med, og efter sin aktive karriere træner. Ligesom på spillerniveau var han flere gange tilknyttet Örebro, men han var også i fire år ansvarshavende for Sveriges landshold, som han stod i spidsen for ved VM i 1970 i Mexico.